# 司前镇 (江门市)
司前镇是广东省江门市新会区下辖的一个镇。位於新會區西端，总面积88.77平方公里，人口6.5484萬。港澳臺華僑鄉親4.8萬。

## 地理
司前地处珠江三角洲西部，位于新会区的西部，东为大泽镇，西接开平市水口镇，北接鹤山市共和镇与址山镇，南隔潭江与罗坑镇相望。

## 历史
唐元和年间（806年—820年）此地已有居民居住，明、清时为牛肚湾司驻地，因在司衙前建墟，故名司前。
清朝时，司前分属石碑都、遵名都和得行都。民國時，属第五区。1955年設立區公所，改名为司前区。1958年改為人民公社，1984年恢復為司前區，1986年改為鎮至今。

## 行政區劃
司前镇下辖以下村级行政区划单位：
中心社區、新建村、三益村、小坪村、雅山村、興篁村、昆侖村、田邊村、石步村、石喬村、白廟村、棠坑村、司前村、天等村和石名村。

## 交通
364省道（新开公路）横贯全境，佛开高速公路和新台高速公路在镇内交会。
巴士
- 205 新會汽車站↔司前崑崙

## 气候
司前气候温和湿润，夏热冬温，少霜无雪，年平均气温约22摄士度，年降水量约2000毫米，春夏及秋初雨水较集中。夏秋易受台风袭击，但因离海边有一段距离（约50公里），台风灾害没有海边地区那么严重。

## 经济
司前是新会经济强镇，人均收入多年居新会区第二（仅次于县城会城镇）。民营企业蓬勃发展，以制造业为主，尤其以不锈钢产业比较有名，镇内的不锈钢制品、产品远销国内外，享有″不锈钢制品之乡″的美誉，为广东省的五金不锈钢专业镇技术创新试点。2002年被定为广东省270个中心镇之一，2005年初，更成为首批118个全国发展改革试点小城镇之一。在河村工业区内有闻名的广东天健实业集团有限公司，该公司是全国最大的钢家具出口基地之一，被国家工商总局评为中国私营企业500强，位列第32位。

## 方言
司前鎮有著非常獨特的語言：司前話。司前話應歸屬粵語中的四邑方言片，然而相比起四邑方言不同分支的差異，她與鄰近地區的四邑話差異很大，與粵語標準音廣州話的差異則更加大。以廣州話、四邑話為母語的人難以聽懂司前話，而司前人卻能聽懂甚至會講廣州話、四邑話。隨著與周邊地區，尤其是廣佛地區經濟文化交往加深，司前話受廣州話影響較大，主要表現在詞彙方面，現時老一輩司前人與年輕人講的司前話在語音、詞彙上均已有差異。但大體上，司前話仍然保持著一些其特有的詞彙。
另外，在三益鄉一帶的司前話與其他地區的司前話相比，其口音比較接近會城話。

## 其他
司前有两个经济文化中心：河村和司前墟镇。从一些河村出土以及在河村保存下来的古文物分析，有考古学家认为，河村是新会在秦汉时期刚开埠时的经济文化中心（从地理上看，司前恰好处于五邑地区地理中心，古新会包括目前五邑地区）。而司前墟镇已成为司前实际的经济文化中心，镇政府及大部分的商铺、食肆及司前影剧院、司前文沧广场都位于司前墟镇。